# Dave Grohl
David Eric Grohl (født 14. januar 1969 i Warren, Ohio) er en amerikansk rockmusiker. Han var trommeslager i grunge-bandet Nirvana fra 1990 til bandets opløsning i 1994, der skyldtes forsanger og guitarist Kurt Cobains død. Grohl dannede bandet Foo Fighters i 1995, og i 2009 var han med til at danne Them Crooked Vultures.
Han begyndte sin musikkarriere i 1980'erne som trommeslager for adskillige bands i Washington D.C.; punkbandet Scream værende det mest påfaldende. Derfra blev han hentet til prøvespilning af Nirvana, som var på udkig efter en ny trommeslager til indspilningen af Nevermind.
I 2015 faldt Grohl af scenen under en koncert i Gøteborg og brækkede det ene ben, men insisterede på at spille koncerten færdig, siddende i en stol. Da bandet var tilbage i Gøteborg i 2018, hyrede de stuntmanden Svante Hildesson til at entre scenen som Grohl og derefter falde af scenen - igen. Derefter kom Grohl småløbende frem og kunne berolige publikum med, at han ikke havde været uheldig for anden gang.